# قزقابان (بيرانشهر)
قزقابان هي قرية في مقاطعة بيرانشهر، إيران. عدد سكان هذه القرية هو 229 في سنة 2006.